# 蕭崗站
蕭崗站是廣州地鐵二號線的一個車站，位於中国广东省廣州市白云区云城北二路十字相交，蕭崗涌南側的地底，亦即舊白雲機場北端地塊，于2010年9月25日開通。
由于本站的拼音與曉港站相同，为避免混淆，本站的英文拼寫為Xiao-gang Station。

## 车站结构

### 車站樓層
萧岗站共设有兩層。地面為车站各出入口，周边为云城北二路、珠江岭南苑及附近建筑；地下一層為站廳；地下二層為2號線月台層。
| 地下一层 | 站廳     | 售票機、客服中心、商店、警务室、母婴室、安检设施 |  |  |
| 地下二层 | 2 站台   | █2号线 广州南站方向（下站：白云文化广场）        |  |  |
|          | 岛式站台 |                                                  |  |  |
|          |          | █2号线 备用站台                                  |  |  |
|          | 1 站台   | █2号线 嘉禾望岗方向（下站：江夏）                |  |  |
|          | 侧式站台 |                                                  |  |  |

### 站厅

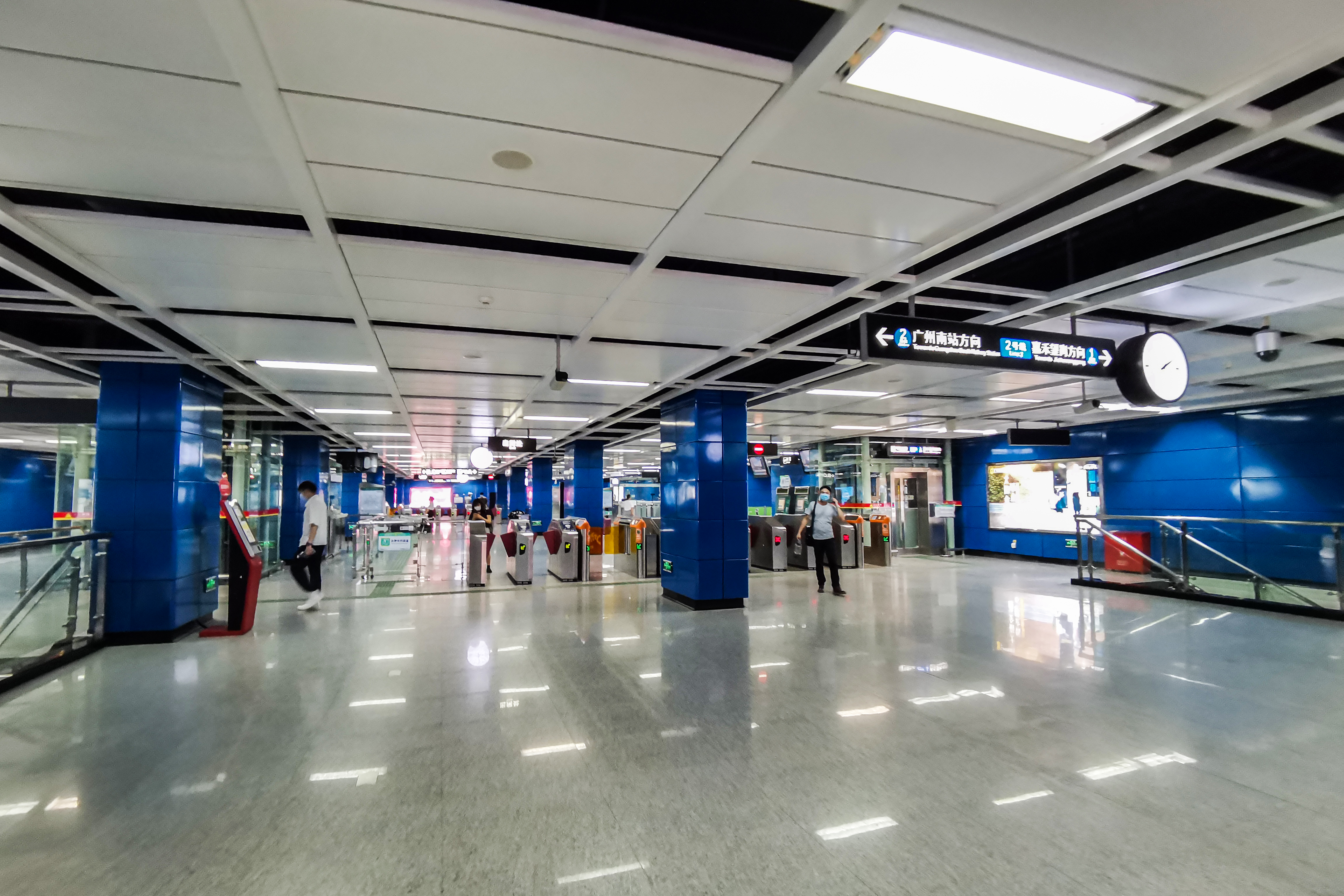
站厅

本站是2号线飛翔公園站至黃邊站六個車站中，唯一一個站厅不与月台同层，亦只擁有一個站厅的车站。
为方便行人进出，站厅南侧以及东北侧被划分为收费区，周围被行人通道以及车站商店包围，站厅付费区各設有一台专用电梯、三條扶手电梯以及一组楼梯供乘客前往不同方向的月台。
本站的母婴室设于站厅非付费区靠近客服中心处。由于车站客流未达到预期，萧岗站只设置一座7-11便利店，亦只设置了一台自动售卖机。

### 月台

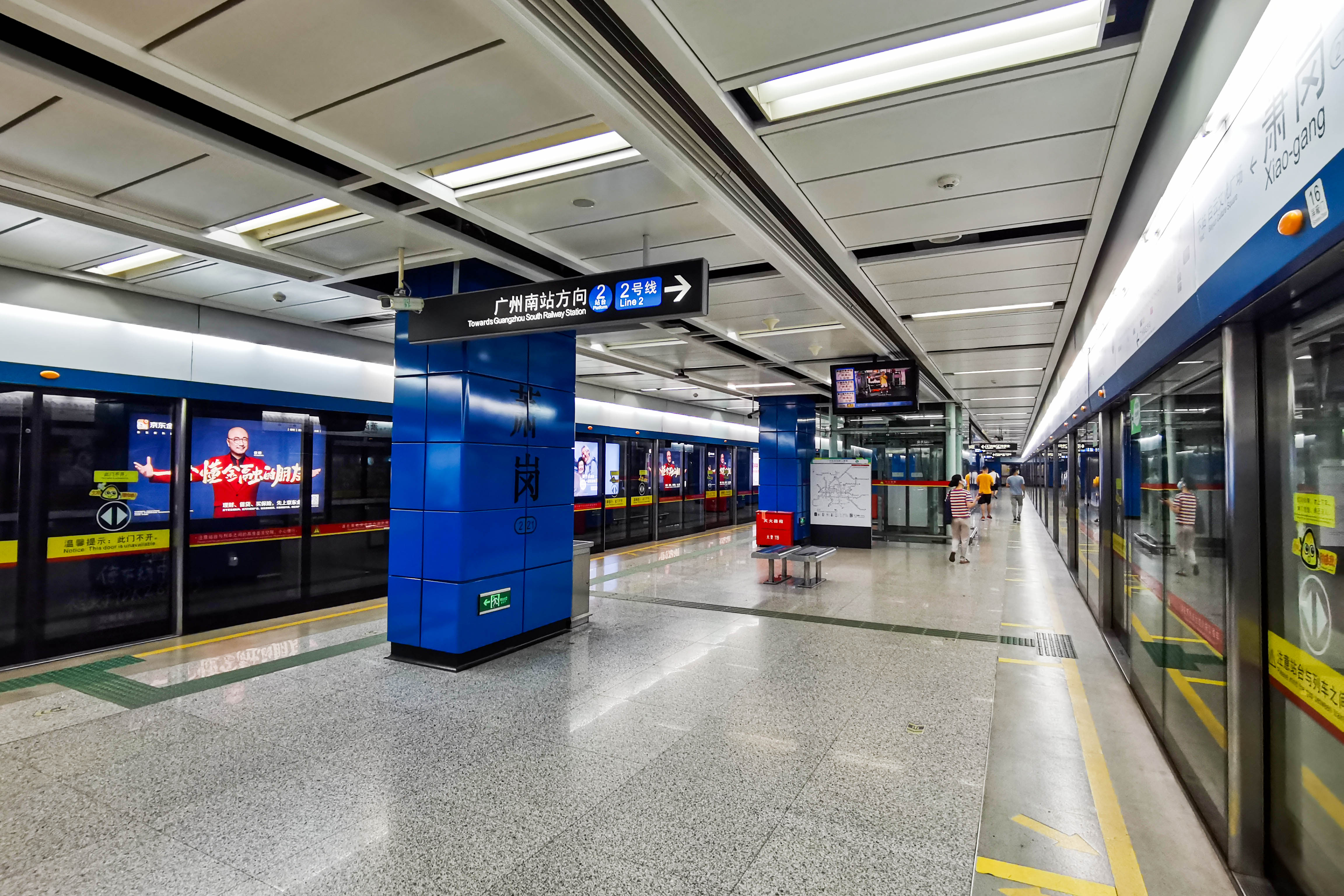
2号站台

萧岗站設有一個島式月台和一個側式月台，位於舊白雲機場中軸線地底。
另外，本站設有一條貫穿車站的存車線。當2號線的北段出現故障時，往嘉禾望崗方向的列車將會在本站折返，以本站為臨時總站。本站島式月台在存車線一側（備用月台）設有屏蔽門，在列車車門對應的位置上均裝有常規的滑動門。因此列車在存車線上可在備用月台上進行乘降。

### 出入口
萧岗站现时共设有3个出入口。
本站除A、B口与车站一同开放外，初期还有建成但未开放的D1出入口。該出入口當時周围被荒地所包圍，後來因附近有楼盘施工，为确保安全而没有开放。后来楼盘建设完成并且附近相关设施完善，该出入口即在2016年4月11日开放，並更改編號為C出口。惟因施工需要，C口自2021年8月21日起再度封闭。
|                                                     |                                                           |      |          |                                                                |
| 編號                                                | 设施                                                      | 照片 | 出口指示 | 建議前往的目的地                                               |
| A                                                   | 盲道标志 · 轮椅升降台标志 · 无障碍通道标志 · 扶手电梯标志 |      | 云城东路 | 云城北二路、广州地铁设计研究院、云城东路北公交车站             |
| B                                                   | 盲道标志 · 扶手电梯标志                                   |      | 云城西路 | 云城北二路、广州市白云区图书馆、云城西路（地铁萧岗站）公交车站 |
| C                                                   |                                                           |      |          | （暂时封闭）                                                   |
| 註： 設有 \| 設有 \| 設有輪椅升降台 \| 設有扶手電梯 |                                                           |      |          |                                                                |

## 接駁交通
萧岗站周边的云城西路和云城东路均设有地铁萧岗站的公交车站，方便乘客利用公交接驳前往白云区各地。
| 编号 | 编号 | 线路     | 线路 | 线路       | 收费 | 备注                    |
| ---- | ---- | -------- | ---- | ---------- | ---- | ----------------------- |
|      | 420  | 悦云路口 | ↻    | 萧岗地铁站 | 2元  |                         |
|      | 660  | 广外     | ↻    | 地铁萧岗站 | 2元  | 寒暑假期间调整为30分/班 |

| 编号 | 编号  | 线路                 | 线路 | 线路           | 收费 | 备注                                           |
| ---- | ----- | -------------------- | ---- | -------------- | ---- | ---------------------------------------------- |
|      | 36    | 珠江泳场（海印公园） | ⇆    | 黄石路         | 2元  |                                                |
|      | 420   | 悦云路口             | ↻    | 萧岗地铁站     | 2元  |                                                |
|      | 660   | 广外                 | ↻    | 地铁萧岗站     | 2元  | 寒暑假期间调整为30分/班                        |
|      | 841   | 广州火车东站         | ⇆    | 石井（滘心村） | 3元  |                                                |
|      | 929   | 三元里大道（阅云台） | ⇆    | 石井大道北     | 2元  |                                                |
|      | 982   | 夏茅（白云湖公园）   | ⇆    | 地铁飞翔公园站 | 2元  |                                                |
|      | 夜114 | 南悦花苑             | ↻    | 南悦花苑       | 3元  | 经云城东路北，不经地铁白云公园站 759路附属线路 |

| 编号 | 编号 | 线路     | 线路 | 线路           | 收费 | 备注                                     |
| ---- | ---- | -------- | ---- | -------------- | ---- | ---------------------------------------- |
|      | 742  | 石井鸦岗 | ⇆    | 地铁飞翔公园站 | 2元  |                                          |
|      | 759  | 南悅花苑 | ↻    | 南悅花苑       | 2元  | 经云城西路（萧岗地铁站）、地铁白云公园站 |
|      | 981  | 机场路   | ⇆    | 永泰新村       | 2元  |                                          |

## 利用狀況
車站開通時舊機場北端地塊大多數仍未得到有效開發，位處其中的蕭崗站三個出入口皆處於荒地之中。現時車站南側即為樓盤珠江·嶺南公館，北側为多个在建建筑。而往東1,500米為廣東外語外貿大學和白雲山西門，西邊數百米即是黃石路一帶的眾多住宅區和城中村。
本站平日客流主要來自附近地區的居民和廣外學生，以及前往白雲山西門的遊客。本站附近的江夏村、陳田村的部分居民以及周邊上班人士亦會前往本站乘坐地鐵。但本站偏離人口密集區，前往本站需要其它交通工具或步行接駁，不夠直接，導致部分居民仍然選擇巴士作為出行方式。雖然本站是離白雲山西門最近的地鐵站，但是前往白雲山西門仍需步行20分鐘左右才能到達，稍有不便。
在本站啟用初期，位處的荒地被部分圍蔽，出入口因而更難被找到。導致本站客流一直處於低水平，車站內更相當冷清。現時本站所處的圍蔽已拆除，車站所處的雲城北二路已通車，方便乘客進出車站，同時本站附近開通了多條公交線路接駁。因此本站客流早晚高峰有所上升，但其餘時間人流量依然不高。

## 歷史
本站最早出现于1988年的「十字綫網」規劃，是当时2號綫的北端终点站江夏站，设于黃石東路江夏牌坊一带。后来在1997年的方案中，因应旧白云机场落实搬迁，2号线的终点站延伸至新机场，本站位置西移至機場路，成为主线的中途站馬務站，江高支線亦在此站分岔。後來在2000年方案中，2号线往新機場的一段被縮減至嘉禾，同时三元里以北改為沿舊白雲機場中軸線行走，車站位置亦改为现时位置。
本站位于萧岗村边缘，故本站于2010年2月定名为萧岗站。但事实上本站离萧岗村的大片居民区较远。有市民建议本站更名。
施工方原计划于2007年3月进场施工，但因征地困难，直至2008年4月才开始围蔽。车站于2009年6月28日主体结构封顶；车站于2010年6月28日完成三权移交；2010年9月25日，本站随新二号线、八号线开通运营而正式启用。

### 运营事件
2019年3月10日下午，一位化哥特妝的女子准备在本站進站時，被安檢人員攔住拒绝進站，要求女子“原地卸妝”。事發後，事主第一時間發至新浪微博。直到次日下午5點，广州地铁官方微博账号在该网友的微博下面回复「如給您造成不便很抱歉，小編已提醒業務部門注意。」。随着事件发酵，广州地铁3月16日就此事再在新浪微博发表声明，称此次事件确实存在当事安检人员处置不当的问题，对此深刻检讨反思，推动工作改进，同时约谈安检单位，对当事安检人员进行处理，对当班班长停岗培训，督促安检单位提升服务质量和服务效率，并对受影响的当事人致歉。
2022年年末疫情期间，本站曾受防控措施影响，于2022年11月21日至27日暂停服务。